# Álvaro Castaño Castillo
Álvaro Castaño Castillo (Bogotá,  9 de junio de 1920 - Ibídem, 9 de agosto de 2016) fue un empresario, abogado, gestor cultural y locutor colombiano, reconocido por ser uno de los pioneros de la radio de Colombia; fue el fundador de la emisora HJCK.

## Biografía
Álvaro Castaño fue hijo de Joaquín Castaño Rueda y Ana Rosa Castillo Gálvez y estudió derecho en la Universidad Nacional de Colombia. Finalizando sus estudios conoció a la periodista Gloria Valencia de Castaño, con la cual contrajo nupcias en 1947; de esa relación nacieron Rodrigo y Pilar.
En septiembre de 1950 inició, junto con su esposa, Gloria Valencia de Castaño y otras personas, la emisora cultural HJCK, "El mundo en Bogotá". Por más de medio siglo fue colaborador de varios programas de esa emisora, que hoy transmite sólo via internet, con temáticas en torno a la información y promoción cultural. En su rol de periodista entrevistó a diversas personalidades como Jorge Luis Borges, Jorge Negrete, Agustín Lara y Chavela Vargas, Arturo Camacho Ramírez, Rafael Maya y Jorge Rojas. Dirigió además el programa Naturalia con su esposa desde 1972 hasta 1998.
En el 2000 se incluyó en las listas de los grandes periodistas de la radio en Radio Nacional de Colombia. En 2010 fue diagnosticado de una neumonía por la cual se alejó definitivamente del periodismo. En 2014 donó a la nación más de 50.000 archivos que contienen una diversa cantidad de programas radiales en los que hay entrevistas con escritores colombianos y latinoamericanos, así como grandes personajes del mundo.
Falleció en su residencia el 9 de agosto de 2016 de una insuficiencia respiratoria.